# Presque rien sur presque tout
Presque rien sur presque tout est un roman de Jean d'Ormesson publié le 12 janvier 1996 aux éditions Gallimard.

## Résumé
Comme pour ses deux précédents roman – Histoire du Juif errant (1990) suivi de La Douane de mer (1994) –, le narrateur d'ormessonien explore le monde et les sciences du Big Bang, à l'évolution de l'Homme et au développement des sociétés et des religions, s'interrogeant in fine sur Dieu.

## Accueil de la critique
À la mort de Jean d'Ormesson en 2017, Josyane Savigneau pour Le Monde, dans la nécrologie qu'elle consacre à l'écrivain, associe Histoire du Juif errant, La Douane de mer et Presque rien sur presque tout au sein d'une trilogie informelle dans laquelle « Jean d’Ormesson tente une explication du monde ».

## Éditions
- Éditions Gallimard, coll. « Blanche », 1996  (ISBN 9782070744398), 380 p.
- Éditions Gallimard, coll. « Folio » no 3030, 1998  (ISBN 9782070403974) 416 p.